# Philip Coombs
Philip Hall Coombs (ur. 15 sierpnia 1915 w Holyoke w stanie Massachusetts, zm. 15 lutego 2006 w Chester w stanie Connecticut) – amerykański pedagog i ekonomista, profesor ekonomii w Amherst College, dyrektor programu kształcenia w Fundacji Forda.

## Życiorys
Ukończył Amherst College oraz Uniwersytet Chicago, a następnie został wykładowcą ekonomii w Williams College. W latach 1945–1946 był doradcą ekonomicznym Biura Stabilizacji Ekonomicznej, a w latach 1947–1949 profesorem ekonomii w Amherst College. Od 1961 do 1962 roku był zastępcą sekretarza stanu USA ds. Edukacji i Kultury. W latach 1963–1968 dyrektor Instytutu Planowania Oświaty w UNESCO w Paryżu (IIEP), a od 1969 roku był kierownikiem badań w tym instytucie. Od 1970 do przejścia na emeryturę w 1992 roku był wiceprezesem, a później przewodniczącym Organizacji Współpracy Gospodarczej i Rozwoju.

## Dorobek naukowy
Zainteresowania naukowe Coombsa dotyczyły głównie funkcjonowania systemów oświaty w skali międzynarodowej oraz ekonomiki oświaty. Swoje poglądy na te zagadnienia przedstawił m.in. w publikacjach: The Fourth Dimension of Foreign Policy (1964), Education and Foreign Aid (1965), The World Educational Crisis – A System's Analysis (1968), Managing Educational Costs (1972), New Paths to Learning for Rural Children and Youth (1973), Education for Rural Development (1975), Wprowadzenie do psychologii matematycznej (współautor, 1970, wydanie polskie, 1977).
Pozostałe prace:
- Problems of economic mobilization, 1947
- Attacking Rural Poverty: How Nonformal Education Can Help, współautor, 1974[2]
- Meeting the Basic Needs of the Rural Poor: The Integrated Community-Based Approach, 1980
- The World Crisis in Education: The View from the Eighties, 1985[2]
- Education and Foreign Aid: Ways to Improve United States Foreign Educational Aid, 1988
- Fourth Dimension of Foreign Policy, 1990